# آلفرد کارام
آلفرد کارام یک شرکت آمریکایی تولیدکننده جواهرات و تندیس‌های مجلل می‌باشد.